# Владимир Каракашов
Владимир Атанасов Каракашов е български финансист.
Роден е на 1 септември 1877 година в Букурещ в семейството на свищовския търговец Атанас Каракашов. През 1895 година завършва Първа мъжка гимназия в София, а след това – машинно инженерство в Дрезденския университет. След връщането си в България работи като инженер, директор е на Франко-белгийска банка, Балканска банка и Български държавни железници, избиран е за председател на Българската търговска камара.
Владимир Каракашов умира през 1966 година в София.